# أندريا بلانش
أندريا بلانش (بالإنجليزية: Andrea Blanch)‏ هي مصورة أمريكية، ولدت في 1952 في بروكلين في الولايات المتحدة.